# Rumohra walkerae
Rumohra walkerae là một loài dương xỉ trong họ Dryopteridaceae. Loài này được Ching mô tả khoa học đầu tiên năm 1938.
Danh pháp khoa học của loài này vẫn chưa được làm sáng tỏ. 